# Пыдрала (волость)
Пы́драла (эст. Põdrala) — бывшая волость на юге Эстонии в составе уезда Валгамаа.

## Положение
Площадь занимаемой территории — 127,2 км². На 1 января 2012 года численность населения составляла 854 человека.
Административный центр волости — деревня Рийдая. Помимо этого, на территории волости находятся ещё 13 деревень: Леэбику, Пикасилла, Рети, Лыве, Пори, Кунги, Рулли, Воорбахи, Уралаане, Ванамыйза, Лива, Кауби, Кару.